# Dee Snider
Pour les articles homonymes, voir Snider.

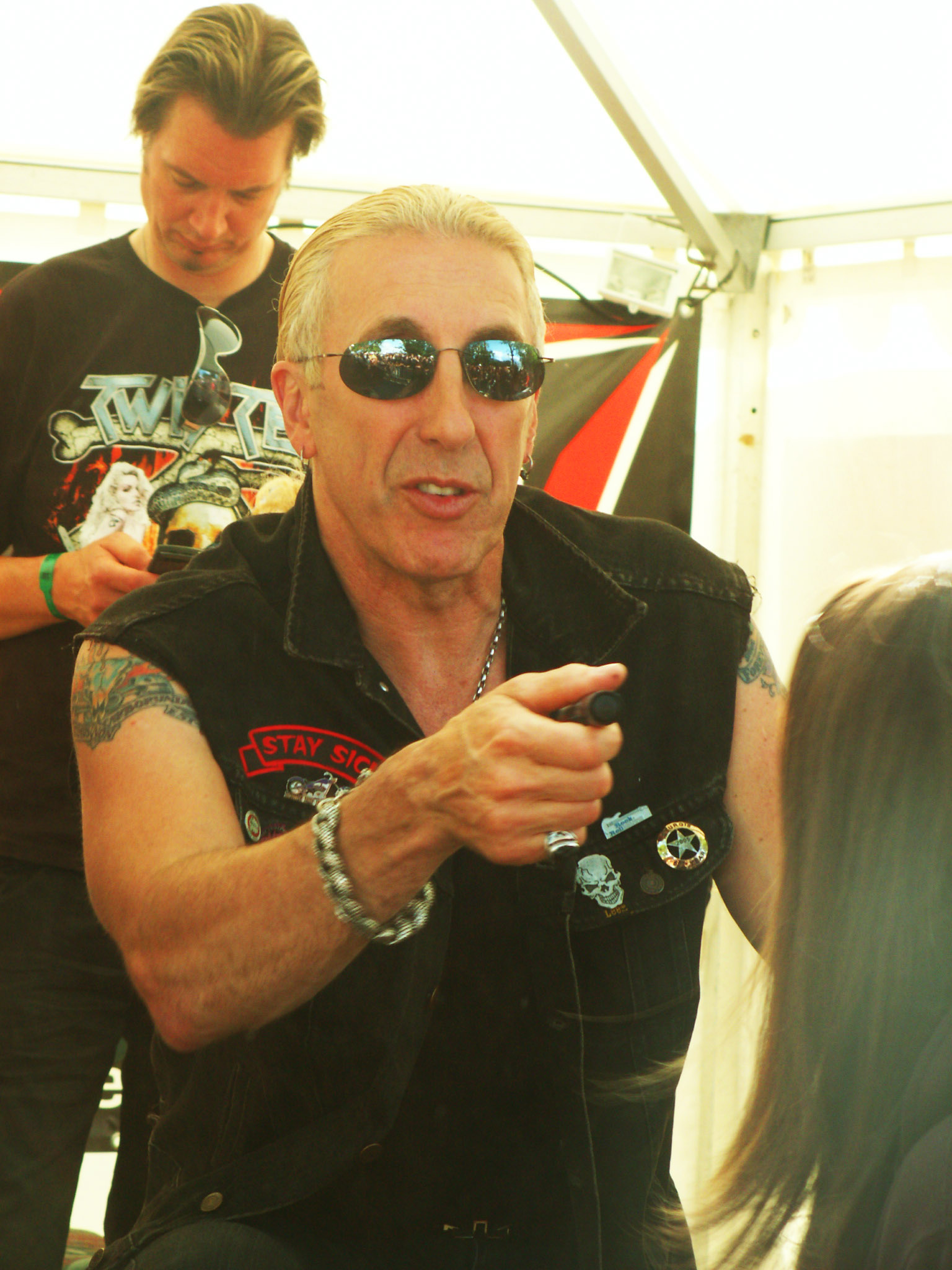
Signing session au Hellfest 2010

Daniel « Dee » Snider (né le 15 mars 1955 à Massapequa (New York) aux États-Unis) est un auteur-compositeur-interprète,  scénariste, animateur radio et acteur américain. Snider est surtout connu comme le leader du groupe de heavy metal Twisted Sister.

## Biographie
Snider a grandi à Baldwin, comté de Nassau, New York, et a terminé ses études secondaires en 1973. Enfant, il chante dans une chorale d'église, ainsi que plusieurs chorales d'école.
En 1976, il se joint au groupe Twisted Sister, formé peu avant, et devient le seul compositeur du groupe. Le groupe connaîtra quelques succès, notamment les chansons We're Not Gonna Take It et I Wanna Rock, et aujourd'hui considéré comme une référence du Heavy Metal des années 1980.
En 1985, il est auditionné, comme John Denver et Frank Zappa, par une commission du Sénat américain dans le cadre de la proposition du Parents Music Resource Center d'étiqueter les albums de musique contenant des paroles jugées offensantes avec un sticker de prévention destiné à alerter les parents.
Il a également animé l'émission Heavy Metal Mania de MTV dans les années 1980.
Après la séparation de Twisted Sister, il crée en 1988 le groupe Desperado avec Clive Burr (Iron Maiden) et Bernie Tormé (Ozzy Osbourne).
En 1992, il sort le premier album d'un nouveau projet nommé Widowmaker.
Il a aussi joué le Capitaine Howdy dans le film Strangeland de John Pieplow en 1998.
En 2003, il prend part à la reformation de Twisted Sister.
En 2012, il participe à la 5e saison de Celebrity Apprentice de Donald Trump. Il se fait virer à l'épreuve 8 (sur 13). L'année suivante, en 2013, il retente l'aventure dans la saison All Stars. Cette fois-ci Trump et son équipe le vire lors de l'épreuve 2.
Snider fait une apparition dans la saison 3 de Cobra Kai.

## Discographie

### Twisted Sister
- 1979 - Demo
- 1979 - I'll Never Grow Up, Now! (Single)
- 1980 - Bad Boys (Of Rock 'n' Roll) (Single)
- 1982 - Demo 1982
- 1982 - Ruff Cutts (EP)
- 1982 - Under the Blade
- 1983 - I Am (I'm Me) (Single)
- 1983 - The Kids Are Back (Single)
- 1983 - You Can't Stop Rock 'n' Roll
- 1983 - You Can't Stop Rock 'n' Roll (Single)
- 1984 - Stay Hungry (Vidéo)
- 1984 - We're Not Gonna Take It (Single)
- 1984 - Stay Hungry
- 1984 - I Wanna Rock (Single)
- 1984 - The Price (Single)
- 1985 - Be Chrool to Your Scuel (Single)
- 1985 - King of Fools (Single)
- 1985 - Leader of the Pack (Single)
- 1985 - Shoot 'Em Down (Single)
- 1985 - You Want What We Got (Single)
- 1985 - Come Out And Play (Single)
- 1985 - You Can't Stop Rock 'n' Roll (Compilation)
- 1985 - Come Out and Play
- 1986 - Love Is for Suckers Demos
- 1987 - Hot Love (Single)
- 1987 - Love Is for Suckers (Single)
- 1987 - Love Is for Suckers
- 1992 - I Am (I'm Me) (EP)
- 1992 - Big Hits and Nasty Cuts: The Best of Twisted Sister (Compilation)
- 1994 - Live at Hammersmith (Album live)
- 1998 - Heroes Are Hard to Find (Single)
- 1999 - We're Not Gonna Take It! (Compilation)
- 1999 - Club Daze Volume I - The Studio Sessions (Compilation)
- 2001 - Sin City (Single)
- 2001 - We're Not Gonna Take It and Other Hits (Compilation)
- 2002 - Club Daze Volume II - Live in the Bars (Compilation)
- 2002 - The Essentials (Compilation)
- 2004 - Still Hungry
- 2005 - I Wanna Rock - The Complete Twisted Sister Collection
- 2005 - Live at Wacken - The Reunion (Album live)
- 2005 - Still Hungry - Live at Wacken Open Air (Vidéo)
- 2005 - Best of Twisted Sister (Compilation)
- 2006 - A Twisted Christmas
- 2007 - The Video Years (Vidéo)
- 2007 - A Twisted Christmas Live - A December to Remember (Vidéo)
- 2008 - Live at the Astoria (Vidéo)
- 2008 - Live at Bang Your Head!!! (Vidéo)
- 2011 - Live at Reading 1982 (Vidéo)
- 2011 - Double Live: North Stage '82 / New York Steel '01 (Vidéo)
- 2011 - Live at the Marquee Club (Album live)
- 2011 - From the Bars to the Stars (Ensemble de coffret)
- 2012 - A Twisted Xmas - Live at Las Vegas (Vidéo)
- 2014 - Armoury Classics: You Can't Stop Rock 'n' Roll (Ensemble de coffret)
- 2016 - The Best of the Atlantic Years (Compilation)
- 2016 - Limited Edition 4 Vinyl Set (Compilation)
- 2016 - Metal Meltdown - Live from the Hard Rock Casino Las Vegas (Album live)
- 2021 - Feel Appeal: Love Is for Suckers Extras (EP)
- 2021 - Train Kept a Rollin" Live '79 (Album live)
- 2022 - Donington (Album live)

### Desperado
- 1990 - Demo I + III
- 1996 - Bloodied but Unbowed

### Widowmaker
- 1992 - Blood and Bullets
- 1994 - Stand by for Pain
- 1994 - Killing Time (Single)
- 1994 - Long Gone / Ready to Roll (Single)

### Solo
- 1997 - Twisted Forever - SMFs Live (Album live)
- 1997 - Deevision (Twisted Forever... ...Forever Twisted) (Vidéo)
- 2000 - Never Let the Bastards Wear You Down
- 2012 - Dee Does Broadway (en)
- 2016 - We're Not Gonna Take It (2016 Acoustic Recording) (Single)
- 2016 - We Are the Ones
- 2018 - For the Love of Metal
- 2020 - For The Love Of Metal (Live)
- 2020 - The Magic of Christmas Day (Single)
- 2021 - Leave a Scar

### Apparitions d'invités
- Fozzy - Unleashed, Uncensored, Unknown (2003)
- Eddie Ojeda - Axes 2 Axes (2005) - chant d'invité sur "Eleanor Rigby"
- Lordi - The Arockalypse (2006) - narration d'invité sur "SCG3 Special Report"
- Leslie West - Still Climbing (2013)  - chant d'invité sur "Feeling Good"
- Avantasia - Ghostlights (2016) - chant d'invité sur "The Haunting"
- Hansen & Friends - XXX: 30 Years of Metal (2016) - chant d'invité sur "Contract Song"
- Monster Truck - True Rockers (2018) - chant d'invité sur "True Rocker"
- Phil Campbell - Old Lions Still Roar (2019) - chant d'invité sur "These Old Boots"
- Ayreon - Transitus (2020) - chant d'invité sur "Get! Out! Now!
- Bad Penny - Army of One (Single) (2022) - chant d'invité
- Walter Trout - Broken (2024) - chant d'invité sur "I've Had Enough"
- Cactus - Temple of Blues: Influences and Friends (2024) - chant d'invité sur "Evil"
- Michael Schenker - My Years with UFO (2024) - chant d'invité sur "Natural Thing"
- Dirkschneider - Balls to the Wall Revisited (2025) - chant d'invité sur "Losers and Winners"

### Apparitions sur des albums hommage
- "Go to Hell" sur Humanary Stew: A Tribute To Alice Cooper, 1999
- "Go to Hell" sur Welcome to My Nightmare: An All-Star Salute To Alice Cooper, 1999
- "Crazy Train" sur Bat Head Soup: A Tribute to Ozzy, 2000
- "Detroit Rock City" sur Spin The Bottle: An All-Star Tribute To KISS, 2004
- "Wasted Years" sur Numbers From The Beast : An All Star Tribute to Iron Maiden, 2005
- "Paint it Black"  sur Harder & Heavier-60's British Invasion Goes Metal, 2010
- "It Was a Very Good Year" sur Sin-Atra, 2011
- "Walk All Over You" sur Remixed to Hell: A Tribute to AC/DC

### Bandes sonores
- "Inconclusion" à partir de Strangeland soundtrack (1998)